# ザ・ゴルフトーナメントin御前崎
ザ・ゴルフトーナメントin御前崎（ザ・ゴルフトーナメントインおまえざき）は、2006年7月27日から4日間の日程で静岡県御前崎市にある静岡カントリー浜岡コースを舞台に、総合広告代理店・I&S BBDO（アイアンドエス・ビービーディオー、旧・第一広告社）の主催で開催された、日本ゴルフツアー機構（JGTO）公認の男子プロゴルフトーナメント。

## 概要
当初は消費者金融大手・アイフルの特別協賛により「アイフルカップゴルフトーナメント」としての開催が予定されていた。
しかしアイフルによる強引な営業活動、厳しい取り立て、違法な金利などの貸金業法違反が発覚し社会問題化した。このため金融庁及び財務省近畿財務局から業務停止命令の行政処分を受けることになり、社会的影響を考慮したアイフルが冠スポンサーから撤退したのを受けて急遽この大会名で開催されたものである。2006年については当初の契約通りで施行された（賞金総額1億2000万円、優勝賞金2400万円も変更なし）が、2007年以降は「消費者金融業界を取り巻く諸般の事情」により開催断念を決めた（同様の理由により「アコムインターナショナル」及び「LPGA武富士クラシック」も開催が見送られた）。
「アイフルカップ」は1998年にスタート。これまで青森県、石川県、鳥取県の三県を舞台に「三菱ダイヤモンドカップゴルフ」（現・ダイヤモンドカップゴルフ）と同様、サーキットトーナメントとして行われてきた。
会場となる静岡カントリー浜岡コースは、かつて毎年3月下旬に行われていた「ダイドードリンコ静岡オープン」(静岡新聞、静岡放送主催)の舞台であった。
テレビ中継についてはテレビ東京系列及びBSデジタル放送のBSジャパン、TBS系列の静岡放送で放送された。

## 歴代優勝者・開催コース
| 年     | 大会名称                         | 優勝者名             | 開催コース                   | 県名   |
| ------ | -------------------------------- | -------------------- | ---------------------------- | ------ |
| 1998年 | アイフルカップゴルフトーナメント | 田中秀道             | 青森カントリークラブ         | 青森県 |
| 1999年 | アイフルカップゴルフトーナメント | 伊沢利光             | 鰺ヶ沢高原ゴルフ場           | 青森県 |
| 2000年 | アイフルカップゴルフトーナメント | ディーン・ウイルソン | 鰺ヶ沢高原ゴルフ場           | 青森県 |
| 2001年 | アイフルカップゴルフトーナメント | 林根基               | 鰺ヶ沢高原ゴルフ場           | 青森県 |
| 2002年 | アイフルカップゴルフトーナメント | 今野康晴             | ゴルフクラブツインフィールズ | 石川県 |
| 2003年 | アイフルカップゴルフトーナメント | 手嶋多一             | ゴルフクラブツインフィールズ | 石川県 |
| 2004年 | アイフルカップゴルフトーナメント | 谷口拓也             | 大山アークカントリークラブ   | 鳥取県 |
| 2005年 | アイフルカップゴルフトーナメント | 高橋竜彦             | 大山アークカントリークラブ   | 鳥取県 |
| 2006年 | ザ・ゴルフトーナメントin御前崎   | 谷口徹               | 静岡カントリー浜岡コース     | 静岡県 |